# Nagroda Artystyczna Miasta Torunia im. Grzegorza Ciechowskiego
Nagroda Artystyczna Miasta Torunia im. Grzegorza Ciechowskiego – nagroda dla artystów przyznawana przez władze samorządowe Torunia, ustanowiona przez Radę Miasta Torunia uchwałą nr 1055/2002 z dnia 11 kwietnia 2002 roku. Przyznaje ją prezydent Torunia.

## Adresaci nagrody
Nagroda jest przeznaczona dla artystów, czerpiących inspiracje z różnych dziedzin sztuki. Wyróżnienie to jest przyznawane młodym twórcom za dokonania z poprzedniego sezonu artystycznego. Nagrodę przyznaje się corocznie jednemu podmiotowi artystycznemu.

## Kapituła
Kapitułę, liczącą siedem osób, powołuje Zarząd Miasta Torunia na okres trzech lat. Członkowie kapituły pełnią swoje funkcje honorowo.

## Proces nagradzania
Podstawą przyznania nagrody jest suwerenny i ostateczny werdykt kapituły. Kandydatów do nagrody przedstawiają i uzasadniają wyłącznie członkowie kapituły. Przedstawiciel Zarządu Miasta Torunia jest uczestnikiem posiedzeń Kapituły z głosem doradczym. Za ważny uważa się werdykt przyjęty bez głosu sprzeciwu przez kapitułę, obradującą przy obecności co najmniej pięciu członków. Obrady kapituły są utajnione do momentu uzgodnienia werdyktu. Uroczyste wręczanie nagrody przez władze miasta odbywa się w Toruniu. Wysokość nagrody jest określana w uchwałach budżetowych Torunia.

## Patron
Nagrodę nazwano na cześć Grzegorza Ciechowskiego, ponieważ był muzykiem związanym z miastem Toruń. Ciechowskiego wybrano na patrona nagrody również dlatego, że reprezentował tych artystów, którzy tworzą inteligentną, wielowymiarową sztukę, nie zamykając się w wąskiej jej dziedzinie. Korzystał z takich muz, jak poezja, sztuki plastyczne, film i muzyka – od rockowej, klubowej po tradycyjną muzykę ludową. Ukazuje to Ciechowskiego jako humanistę i wzór na porozumienie międzykulturowe.

## Uhonorowani artyści
| Rok  | Laureat                 | Źródło |
| ---- | ----------------------- | ------ |
| 2002 | Paulina Bisztyga        | [ 3 ]  |
| 2003 | Konrad Niewolski        | [ 4 ]  |
| 2004 | Piotr Rogucki           | [ 5 ]  |
| 2005 | Joanna Piwowar          | [ 6 ]  |
| 2006 | Zespół Filmowy Paladino | [ 7 ]  |
| 2007 | Galeria Rusz            | [ 8 ]  |
| 2008 | Lao Che                 | [ 9 ]  |
| 2009 | Pustki                  | [ 10 ] |
| 2010 | Paristetris             | [ 11 ] |
| 2011 | Julia Marcell           | [ 12 ] |
| 2012 | Mela Koteluk            | [ 13 ] |
| 2013 | Misia Furtak            | [ 14 ] |
| 2014 | Tomasz Organek          | [ 15 ] |
| 2015 | Błażej Król             | [ 16 ] |
| 2016 | The Dumplings           | [ 17 ] |
| 2017 | Hańba!                  | [ 18 ] |
| 2018 | Tęskno                  | [ 19 ] |
| 2019 | Ralph Kaminski          | [ 20 ] |
| 2020 | Kasia Lins              | [ 21 ] |
| 2021 | Mery Spolsky            | [ 22 ] |
| 2022 | Szczyl                  | [ 23 ] |
| 2023 | Daria ze Śląska         | [ 24 ] |